# Eileen Collins
Eileen Marie Collins född 19 november 1956 i Elmira, New York, är en amerikansk stridspilot och astronaut uttagen i astronautgrupp 13 den 17 januari 1990.

## Familjeliv
Gift med James Patrick "Pat" Youngs och har två barn ihop.

## Karriär
Collins tog 1978 bachelorexamen i matematik och nationalekonomi från Syracuse University, 1979 hon officer i USA:s flygvapen genom OTS och utbildades till pilot. Perioden 1979-1982 arbetade hon som flyginstruktör på T-38, mellan 1983 och 1985 var hon befälhavare och flyginstruktör på en C-141 på Travis Air Force Base i Kalifornien. Collins tog 1986 en masterexamen i operationsanalys vid Stanford University. Därefter, mellan 1986 och 1989 var hon lärare i matematik vid United States Air Force Academy samt instruktörspilot för T-41. 1989 tog hon ytterligare en masterexamen, denna gång för rymdsystem vid Webster University.
Collins valdes ut för astronautprogrammet 1990 när hon gick utbildning till testpilot vid Edwards Air Force Base. 1995 med STS-63 blev hon första kvinnliga piloten på en amerikansk rymdfärja. 1999 med STS-93 blev hon första kvinna att föra befälet ombord för rymdfärjan. Hon har även tilldelats en medalj av NASA för "utmärkt ledarskap". Hon var befälhavare på STS-114, den första rymdfärjeflygningen efter katastrofen med STS-107/Columbia.
När hon lämnade flygvapnet januari 2005 hade hon flugit över 6 280 timmar med 30 olika flygplanstyper. Hon har deltagit i fyra rymdfärjeflygningar. Collins gick i pension som astronaut den 1 maj 2006.
Collins var inbjuden och deltog som talare på Republikanernas partikonvent 2016 i Cleveland, då Donald Trump utsågs till partiets presidentkandidat, och Collins talade om vikten att satsa på rymdprogrammet. Efter valsegern spekulerades det om hon skulle utses till chef för NASA.

## Eftermäle
Asteroiden 11836 Eileen är uppkallad efter henne.

## Rymdfärder
- Discovery - STS-63
- Atlantis - STS-84
- Columbia - STS-93
- Discovery - STS-114